# Scotogramma hungarica
Scotogramma hungarica är en fjärilsart som beskrevs av Wagner 1930. Scotogramma hungarica ingår i släktet Scotogramma och familjen nattflyn. Inga underarter finns listade.